# Marian Szołucha
Marian Szołucha (ur. 24 lipca 1983) – polski ekonomista (doktor nauk ekonomicznych), nauczyciel akademicki i publicysta.

## Życiorys
Absolwent Katolickiego Liceum ogólnokształcącego w Białej Podlaskiej. W 2007 ukończył studia na wydziale ekonomii UMCS. Pracę doktorską napisaną w Kolegium Zarządzania i Finansów SGH obronił w 2011 pod kierunkiem prof. Andrzeja Kaźmierczaka, recenzentami pracy byli profesorowie: Zyta Gilowska i Adam Glapiński. Wykładowca w Akademii Finansów i Biznesu Vistula oraz w Społecznej Akademii Nauk. Jest autorem lub współautorem kilku książek oraz kilkudziesięciu artykułów naukowych, członek New York Academy of Sciences oraz Polskiego Towarzystwa Ekonomicznego.
W wyborach samorządowych w 2002 bez powodzenia ubiegał się o mandat radnego sejmiku lubelskiego z listy Ligi Polskich Rodzin. W latach 2006–2007 był rzecznikiem prasowym Ministerstwa Gospodarki Morskiej. Następnie pracował jako dyrektor biura Związku Pracodawców Mediów Publicznych. W 2017 był redaktorem naczelnym portalu „obserwatorfinansowy.pl”. Wcześniej był m.in. wicenaczelnym kwartalnika „Myśl.pl”. Jako publicysta zadebiutował w 2004 artykułem „Kim jest Putin?” w czasopiśmie „Racja Polska”.
Członek komitetu organizacyjnego „Forum dla Wolności i Rozwoju”, oraz członek Rady Chrześcijańskiego Kongresu Społecznego.
Jest autorem analiz na zlecenie m.in. Biura Analiz Sejmowych, Warsaw Enterprise Institute i Instytutu Inicjatyw Gospodarczych i Konsumenckich INSTIGOS.
W swoich wystąpieniach i publikacjach opowiada się za uproszczeniem prawa gospodarczego, oszczędnościami w niektórych kategoriach wydatków publicznych, obniżeniem podatków (głównie dochodowych) oraz podniesieniem poziomu innowacyjności polskiej gospodarki. Promuje wiedzę o myśli ekonomicznej Narodowej Demokracji sprzed 1939 roku.
Prowadzi zajęcia z takich przedmiotów, jak: Development Economics, History of Economic Thought, Makroekonomia czy Międzynarodowe rynki finansowe. Zajmuje się także doradztwem gospodarczym w ramach własnej działalności gospodarczej.
Jest praprawnukiem Emiliana Radomińskiego.

## Wybrane publikacje
- Sytuacja gospodarcza Polski przed i na początku reform ustrojowych z końca lat 80. XX wieku, „Społeczeństwo i Edukacja”, 28 (1) / 2018 (ISSN 1898-0171).
- Program polityczny Adama Doboszyńskiego jako przykład młodoendeckiej myśli społeczno-gospodarczej, „Wschodni Rocznik Humanistyczny”, t. VI, 2009 (ISSN 1731-982X).
- Rozwój gospodarczy Polski i Słowacji a kryzys finansowy w latach 2008–2013, [w:] Zbiór abstraktów sesji panelowych międzynarodowej konferencji na temat rozwoju euroregionów: Karpaty, Tatry, Beskidy (dylematy spójności w okresie wychodzenia z kryzysu światowego), Krasiczyn-Arłamów 2014.
- Jerzy Zdziechowski – kontynuator reformy walutowej Władysława Grabskiego, „Zeszyty Naukowe WSE AlmaMer w Warszawie” nr 1 (63) 2011.
- Przemysław Czernicki, Marian Szołucha, „Instytucja kapitału zakładowego w spółce z ograniczoną odpowiedzialnością jako element bezpieczeństwa obrotu gospodarczego”, „Przedsiębiorczość i Zarządzanie”, t. XVII, zeszyt 8, cz. II, Łódź-Warszawa 2016 (ISSN 1733-2486).
- Naród i ekonomia. Myśl społeczno-gospodarcza Narodowej Demokracji w okresie II Rzeczypospolitej, 2008 (ISBN 978-83-925466-0-3).
- Poglądy ekonomiczne Romana Dmowskiego, [w:] Aktualność myśli Romana Dmowskiego w XXI wieku. 2013 (ISBN 978-83-60048-24-5).
- O gospodarce, polityce i aktywności społecznej obywateli, [w:] Wiesław Chrzanowski. Historia – Polityka – Idee. 2012 (ISBN 978-83-766621-7-6).
- Roman Dmowski o przeszłości i perspektywach gospodarczych dla Polski, [w:] Realizm Romana Dmowskiego, 2010 (ISBN 978-83-929904-0-6).
- Przemysław Czernicki, Marian Szołucha. Funkcjonowanie rurociągu OPAL jako zagrożenie dla bezpieczeństwa i rozwoju energetycznego RP w sektorze gazu ziemnego. „Przedsiębiorczość i Zarządzanie”, 2017. Łódź-Warszawa: Społeczna Akademia Nauk. ISSN 1733-2486. [dostęp 2017-12-20].brak numeru strony
- Przemysław Czernicki, Marian Szołucha. Alternatywne propozycje programowe w stosunku do Planu Balcerowicza. „Przedsiębiorczość i Zarządzanie”, 2019. Łódź-Warszawa: Społeczna Akademia Nauk. ISSN 2543-8190. [dostęp 2019-06-23].brak numeru strony
- Marian Szołucha, Przemysław Czernicki. Plan Balcerowicza w oczach wybranych oponentów. „Przedsiębiorczość i Zarządzanie”, 2019. Łódź-Warszawa: Społeczna Akademia Nauk. ISSN 2543-8190. [dostęp 2019-06-23].brak numeru strony